# Lua Blanco
Lua Maria Blanco (San Paolo, 5 marzo 1987) è un'attrice, cantante e attrice teatrale brasiliana.

## Biografia
Lua è nipote del musicista Billy Blanco, una delle più grandi icone della Bossa Nova, nonché figlia del cantante e musicista Billy Blanco Jr.: è sorella di Pedro Sol, Ana Terra, Estrela Blanco, Daniel Céu e Marisol Blanco.
Era la cantante della band Lágrima Flor e presentatrice di la TV Globinho nel 2009.
Pur avendo avuto la loro prima opportunità su Rede Globo, è stato in Rede Record che Lua Blanco ha guadagnato la popolarità come una dei protagonisti della telenovela per adolescenti Rebelde, dove aveva una band chiamata RebeldeS.
Nel 2013 ha partecipato alla telenovela Pecado Mortal, nel ruolo di Silvinha, personaggio vittima di stupro.
Agli inizi del 2014, è stata scelta per far parte del cast del musical Se Eu Fosse Você, interpretando il personaggio di Bia, figlia dei protagonisti Helena (Cláudia Netto) e Claudio (Nelson Freitas).
Nel marzo 2016 è uscito il suo primo album in studio, intitolato Mão no Sonho, con i singoli: Eu e o Tempo, O Mundo Todo e Perde Tudo.

## Filmografia

### Televisione
| Anno      | Titolo        | Personaggio                  |
| --------- | ------------- | ---------------------------- |
| 2008      | Três Irmãs    | Luana "Lua"                  |
| 2009      | Malhação      | Joe                          |
| 2011-2012 | Rebelde       | Roberta Messi                |
| 2013-2014 | Pecado Mortal | Silvia "Silvinha" de Almeida |

### Film
| Anno | Titolo          | Personaggio |
| ---- | --------------- | ----------- |
| 2011 | Teus Olhos Meus | Taila       |
| 2016 | Turbulência     | Paula       |

## Teatro
| Anno | Titolo                              | Personaggio |
| ---- | ----------------------------------- | ----------- |
| 2008 | Romeu & Isolda                      | Isolda      |
| 2009 | O Despertar da Primavera            | Mariana     |
| 2013 | Stand Up                            | Anne        |
| 2013 | As Coisas Que Fizemos e Não Fazemos | Paula       |
| 2013 | Tudo Por Um Popstar                 | Lei stessa  |
| 2014 | Se Eu Fosse Você - O Musical        | Bia         |
| 2014 | Deu Branco                          | Lei stessa  |
| 2015 | 5 Contra Nem 1                      | Lei stessa  |
| 2015 | Primeiro Sinal                      | Nina        |

## Discografia
- Mão no Sonho (2016)

### Tour
- Mão no Sonho Tour (2016 - in attività)